# Báthory Giza

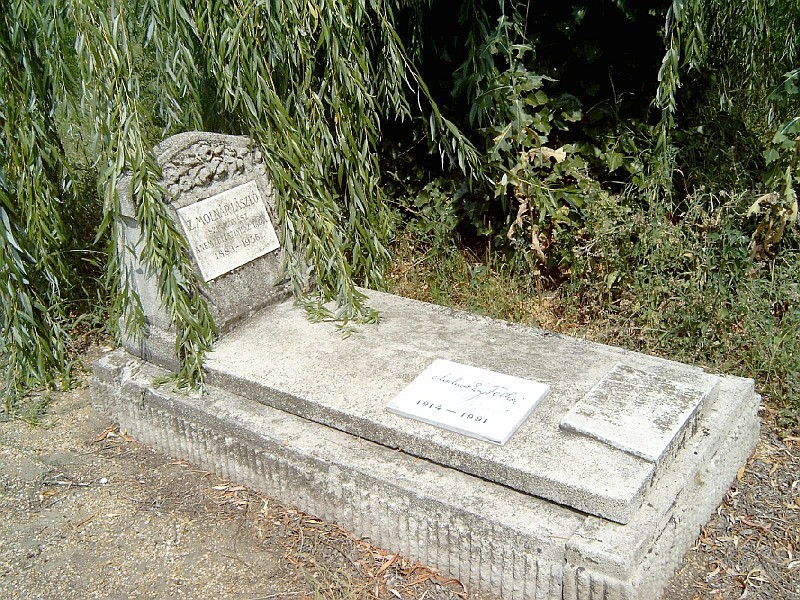
Z. Molnár László és Báthory Giza sírja

Báthory Giza, Bátori Gizella Mária, született: Baumann (Budapest, 1884. április 14. – Budapest, Józsefváros, 1941. április 16.) magyar színésznő, Z. Molnár László színművész felesége.

## Életpályája

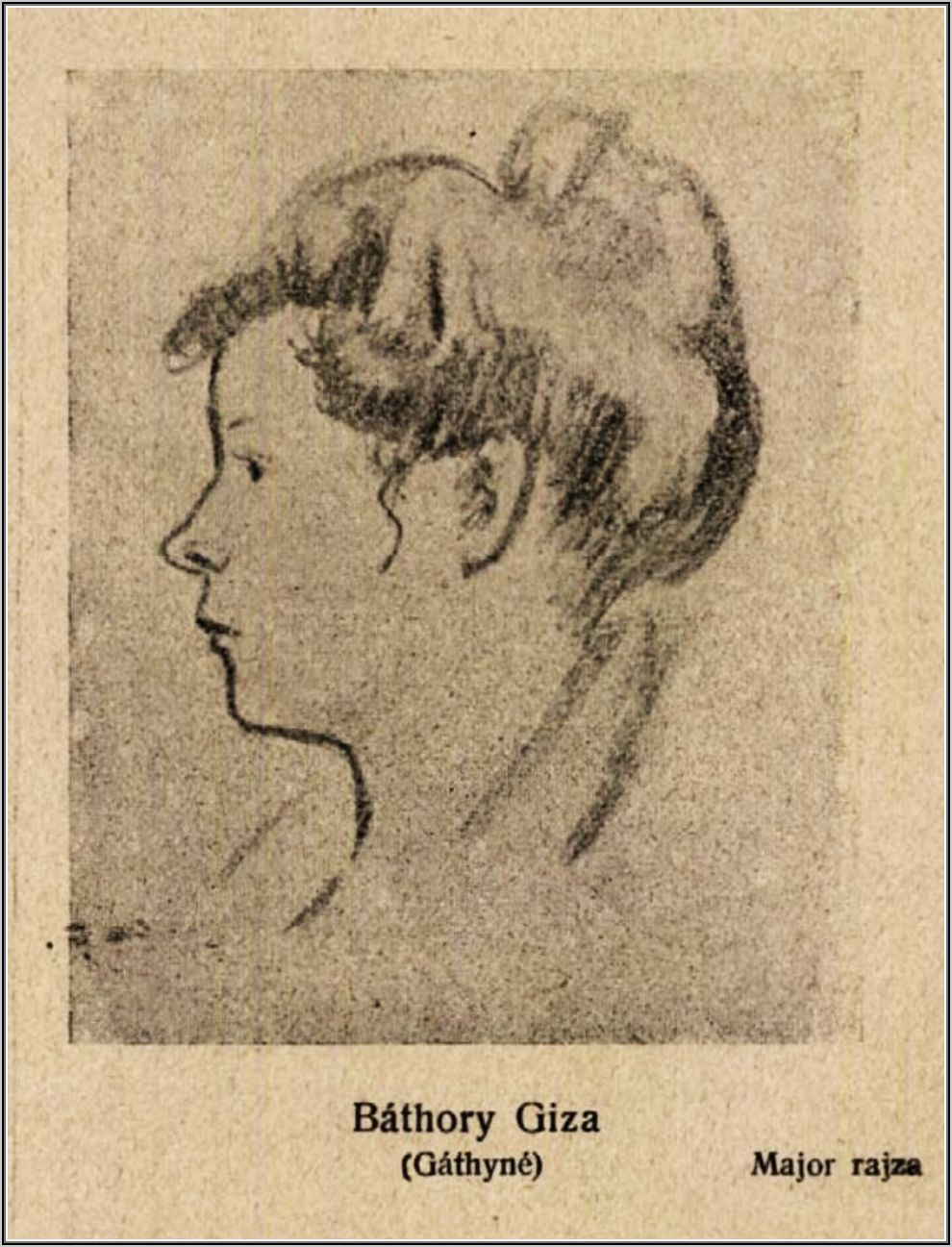
Báthory Giza, 1915. Drégely Gábor: A kisasszony férje c. darabjában Gáthyné szerepében. (Major Henrik rajza)

Baumann István és Ladányi Anna leánya. A Színművészeti Akadémián 1899. március 5-én, a Cifra nyomorúság vizsgaelőadásán tűnt fel, de szerződést nem kapott. 1905-től fogva a Thália Társaság előadásain játszott és ott számos nagy sikernek volt osztályosa. Heyermanns Remény című színművében az öreg halász asszonyt nagy sikerrel alakította. A Vadkacsában Ginát játszotta, kitűnően jellemezve a szerepnek naiv korlátoltságát és az élettől való megtaposottságát. D’Annunzio Holt városában pompásan oldotta meg stilizált feladatát. 1907-ben a Népszínház-Vígopera tagja lett, majd 1908. szeptember 18-tól a Magyar Színházhoz szerződött, ahol Drégely Gábor A szerencse fia című vígjátéka Irén szerepében mutatkozott be nagy sikerrel. Azután vezetőszerepeket játszott Molnár Ferenc és más magyar és külföldi írók darabjaiban, többnyire előkelő nagyvilági hölgyeket és elegáns megjelenésével, játékával, szerepének felfogásával a színház egyik legjobb színésznőjévé küzdötte fel magát. Drámai szerepeket játszott színpadon és filmen egyaránt.
1913. október 29-én feleségül ment Z. Molnár László színészhez, de egy év múlva elváltak. 1937. február 25-én újra összeházasodtak.
Szerepelt 1914–15-ben a Király, 1926-ban és 1931-ben a Fővárosi Operettszínházban, 1938-ig játszott a Magyar Színháznál. 1939–40-ben az Andrássy úti Színházban is fellépett.

## Emlékezete
Férjével közös sírja a Fiumei úti sírkertben található.

## Főbb színházi szerepei
- Henrik Ibsen: A vadkacsa – Gina
- Friedrich Schiller: Az orleansi szűz – Isabeau
- Madách Imre: Az ember tragédiája – Éva
- Lev Tolsztoj: Az élő holttest – Liza
- Lev Tolsztoj: Anna Karenina
- Jókai Mór – Hevesi Sándor: Egy magyar nábob – Fanny
- Jókai Mór – Hevesi Sándor: Kárpáthy Zoltán – Flóra
- Eisemann Mihály: Tokaji aszú – Viola

## Filmszerepei
- Sárga liliom (1914)
- A kuruzsló (1917) ... Csáthyné
- A föld embere (1917)
- A szentjóbi erdő titka (1917) ... Hillerné
- Az árendás zsidó (1918) ... Eszter Áron felesége
- A kis lord (1918) ... Errolné
- A csodadoktor (1926) ... Bardóczné
- Helyet az öregeknek (1934, magyar-osztrák) ... Borsodiné, kézimunka boltos
- Szerelmi álmok (1935, magyar-német-osztrák) ... gróf Duday Imréné Madelaine
- Légy jó mindhalálig (1936) ... Doroginé
- Méltóságos kisasszony (1936) ... Tekla, Bartos Dénes felesége
- 120-as tempó (1937) ... Müllerné
- Gorodi fogoly (1940) ... Fedor Gontarow báró felesége
- Vissza az úton (1940) ... Kovács Péterné